# Jacques Laurent Gilly
Pour les articles homonymes, voir Gilly.
 (juillet 2019).
Si vous disposez d'ouvrages ou d'articles de référence ou si vous connaissez des sites web de qualité traitant du thème abordé ici, merci de compléter l'article en donnant les références utiles à sa vérifiabilité et en les liant à la section « Notes et références ».
Jacques Laurent Gilly, né le 12 août 1769 à Fournès dans le Gard et mort le 5 août 1829 à Aramon, dans le même département, est un général français de la Révolution et de l’Empire.

## Biographie
Il entre en service le 1er août 1792, comme volontaire au 2e bataillon de grenadiers du Gard, et il devient lieutenant-colonel en second de son bataillon le 26 août 1792. Il se fait remarquer aux armées des Alpes et des Pyrénées-Orientales, à la bataille de Thun, à la défense du château de Puygcerda en 1795 puis fait les campagnes de 1796 à 1798 à l'armée d'Italie. Il est promu au grade de général de brigade le 30 juillet 1799 et sert aux armées du Danube et des Grisons. Le 12 mai 1801 il prend le commandement d'une division au Portugal. Il est fait chevalier de la Légion d'honneur le 11 décembre 1803 et commandeur de l'ordre le 14 juin 1804. Gilly fait avec distinction les campagnes de 1807, 1808 et 1809 à la Grande Armée et reçoit un coup de feu à la bataille de Wagram. Il est nommé général de division le 16 août 1809 et prend le 11 mars 1810 le commandement général des îles de Zélande. Il est fait grand officier de la Légion d'honneur le 30 juin 1811 et baron de l'Empire le 27 novembre 1808.
Sous la Première Restauration, le général Gilly vient de lever à la hâte, dans le département du Gard, un corps de volontaires royalistes lorsqu'il se rallie à l'Empereur, qui le charge d'aller dissiper les rassemblements de Nîmes et de Montpellier. Le duc d'Angoulême effectue précipitamment sa retraite sur Montélimar et c'est alors qu'a lieu la convention conclue à Lapalud le 8 avril 1815, entre le général Daultanne au nom du prince, et le colonel Saint-Laurent au nom du général Gilly : elle stipule en substance que l'armée royale sera immédiatement dissoute et que le duc aura la liberté de s'embarquer au port de Sète pour Barcelone. Napoléon approuve la conduite du général en cette circonstance et le nomme comte de l'Empire le 29 avril 1815, lui confiant également le commandement de la 9e division militaire avec le titre de commissaire extraordinaire du gouvernement impérial. Le département du Gard le choisit par ailleurs comme représentant à la Chambre des députés. Il a été fait chevalier de Saint-Louis le 8 juillet 1814.  

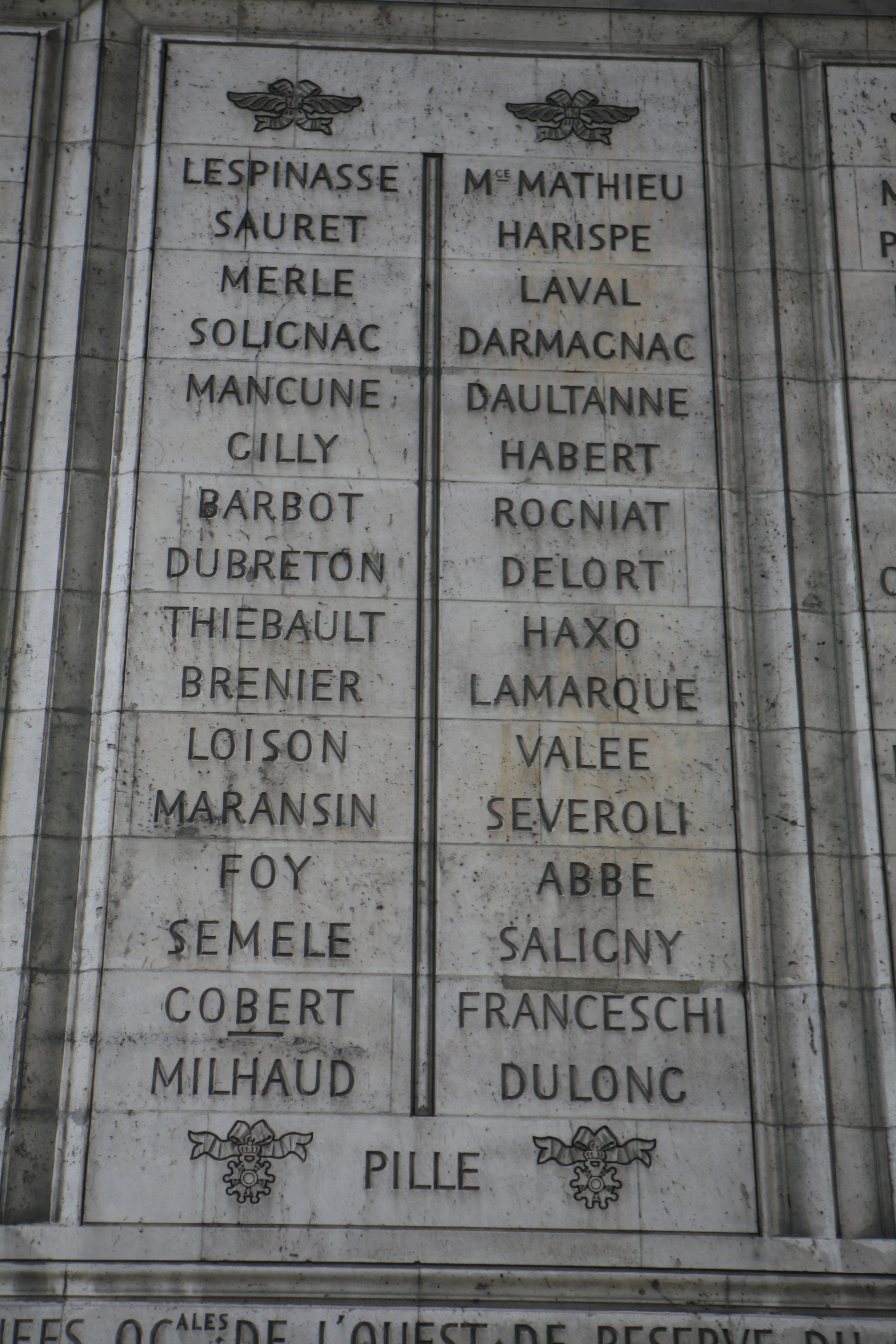
Noms gravés sous l'arc de triomphe de l'Étoile : pilier Ouest, 35e et.

Après la bataille de Waterloo, proscrit le 24 juillet 1815, il reste caché à Tornac dans le Gard chez un nommé Perrier puis, jusqu'au printemps 1819, chez David Mazade, négociant à Anduze. Le premier conseil de guerre de la 1re division le condamne à mort le 25 juin 1816. La politique de la Restauration devenant plus libérale, Mme Gilly obtient pour lui un passeport du ministère de l'Intérieur et le général quitte sa cache pour passer à l'étranger via le Dauphiné et la Savoie. Il reste d'abord à Milan et à Lausanne jusqu'à la fin de l'année 1819 puis, encouragé par les exemples du maréchal Grouchy et du duc de Rovigo, plus compromis que lui et réintégrés, il décide de venir à Paris dans les derniers jours de décembre 1819 pour se constituer prisonnier. Il est reçu par le ministre de la Guerre et le 11 février 1820, une ordonnance du roi arrêtée en conseil des ministres et sollicitée par le duc d'Angoulême met fin aux poursuites et réintègre le général dans ses grades et honneurs. Mis à la retraite le 1er décembre 1824, Gilly meurt le 5 août 1829. D'abord enterré à Fournès, il repose désormais à Remoulins. Son nom est inscrit sur l'arc de triomphe de l'Étoile, côté Ouest.